# 科克卢瓦
科克卢瓦（法語：Coclois，法語發音：[kɔklwa]）是法国奥布省的一个市镇，属于特鲁瓦区。

## 地理
科克卢瓦（48°28'22"N, 4°20'15"E）面积6.92 平方千米，位于法国大東部大區奥布省，该省份为法国中北部省份，北起马恩省，西接塞纳-马恩省，西南至约讷省，东南至科多尔省，东临上马恩省。
与科克卢瓦接壤的市镇（或旧市镇、城区）包括：阿旺莱拉姆吕、布里耶库尔、多马坦勒科克、奥布河畔诺让、韦里库尔。

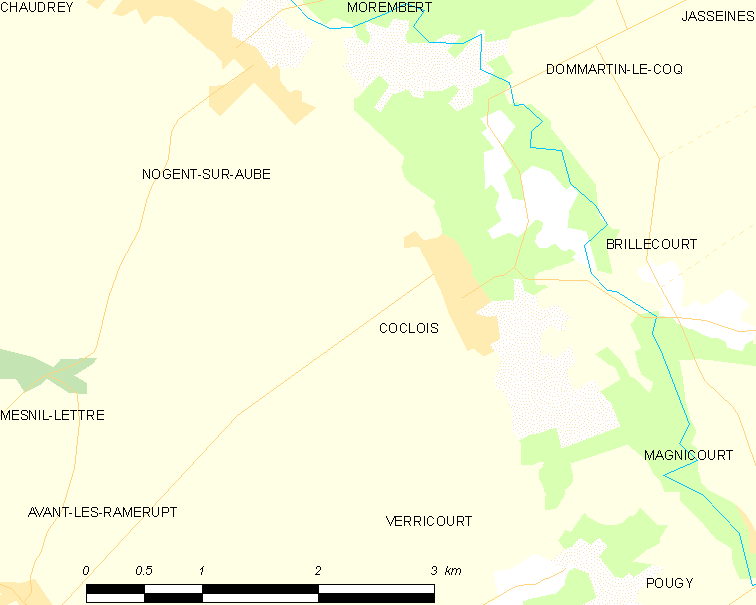
科克卢瓦的OSM定位图

科克卢瓦的时区为UTC+01:00、UTC+02:00（夏令时）。

## 行政
科克卢瓦的邮政编码为10240，INSEE市镇编码为10101。

## 政治
科克卢瓦所属的省级选区为奥布河畔阿尔西县。

## 人口

1962-2008年间科克卢瓦人口变化图示

科克卢瓦于2022年1月1日时的人口数量为171人。